# Noël à tous les étages
Pour plus de détails, voir Fiche technique et Distribution.
Noël à tous les étages est un téléfilm de Noël franco-belge réalisé par Gilles Paquet-Brenner d'après un scénario de Charly de Witte, Benjamin Dumont, Benjamin Euvrard, Ingrid Morley-Pegge et Gilles Paquet-Brenner, et diffusé pour la première fois en Belgique le 2 décembre 2021 sur La Une et en France 13 décembre 2021 sur TF1.
Cette comédie romantique est une coproduction de Beaubourg Stories, Beaubourg Audiovisuel, TF1, Be-Films et la RTBF (télévision belge), avec la participation de la Radio télévision suisse (RTS),.

## Synopsis
Le téléfilm décrit le Noël particulier d'un immeuble parisien où cohabitent des gens qui se connaissent peu et se parlent à peine,,,,.
Leurs destins se croisent et s'entremêlent, des couples se déchirent et se réconcilient, des romances naissent, jusqu'au pot de Noël organisé par Ouarda dans la cour de l'immeuble.
Pendant ce temps, Thomas Courtois, astronaute en mission à bord de la station spatiale internationale, passe plusieurs fois par jour au-dessus de la France et parle à chaque fois à sa mère, qui habite l'immeuble. Une romance se noue à distance entre lui et Violette, une artiste peintre de l'immeuble. 

## Fiche technique
- Titre français : Noël à tous les étages
- Genre : Téléfilm de Noël, Comédie romantique
- Producteurs : Stéphane Marsil, Clothilde Jamin
- Sociétés de production : Beaubourg Stories, Beaubourg Audiovisuel, TF1, Be-Films et la RTBF (télévision belge), avec la participation de la Radio télévision suisse (RTS)[2]
- Réalisation : Gilles Paquet-Brenner[3],[4],[5],[6],[8],[2]
- Scénario : Charly de Witte, Benjamin Dumont, Benjamin Euvrard, Ingrid Morley-Pegge et Gilles Paquet-Brenner avec la collaboration de Léa Coquin[8]
- Musique : Ronan Maillard
- Décors : Olivier Guyader
- Costumes : Béatrice Lang
- Directeur de la photographie : Pascal Ridao
- Son : Raphaël Ridao
- Montage : Romanin Namura
- Maquillage : Hélène Lefevre
- Pays de production :  France /  Belgique
- Langue originale : français
- Durée : 90 minutes[9]
- Dates de première diffusion : 
  - Belgique : 2 décembre 2021 sur La Une
  - France : 13 décembre 2021 sur TF1

## Distribution
- Leslie Medina : Violette, l'artiste peintre
- Fatima Adoum : Ouarda, la concierge de l'immeuble
- Lannick Gautry : Thomas Courtois, l'astronaute en mission à bord de la station spatiale internationale ISS
- Niseema Theillaud : Jackie, la mère de Thomas
- Aïssam Medhem : Saïd, le fils d'Ouarda
- Souad Arsane : Samia, la fille d'Ouarda
- Marie-Anne Chazel : Nicoletta, la sage-femme
- Tchéky Karyo : Georges, le mari de Nicoletta
- Max Boublil : Stéphane, le père veuf
- Caroline Anglade : Bianca, la compagne de Stéphane
- Rosa Mouterde Monteil : Maïa, la fille de Bianca
- Ambre Asaj : Joséphine, la fille de Stéphane
- Hélène Alexandridis : Nadine, la belle-mère de Stéphane
- Jarry : Lucas Lambert, l'homme politique
- Jina Djemba : Anita, la porte-parole de Lucas Lambert
- Yoann Denaive : le jeune papa
- Eric Brunet : le présentateur de la chaîne de télé LCI
- Guilhem Pellegrin : le journaliste presse écrite

Acteurs du téléfilm
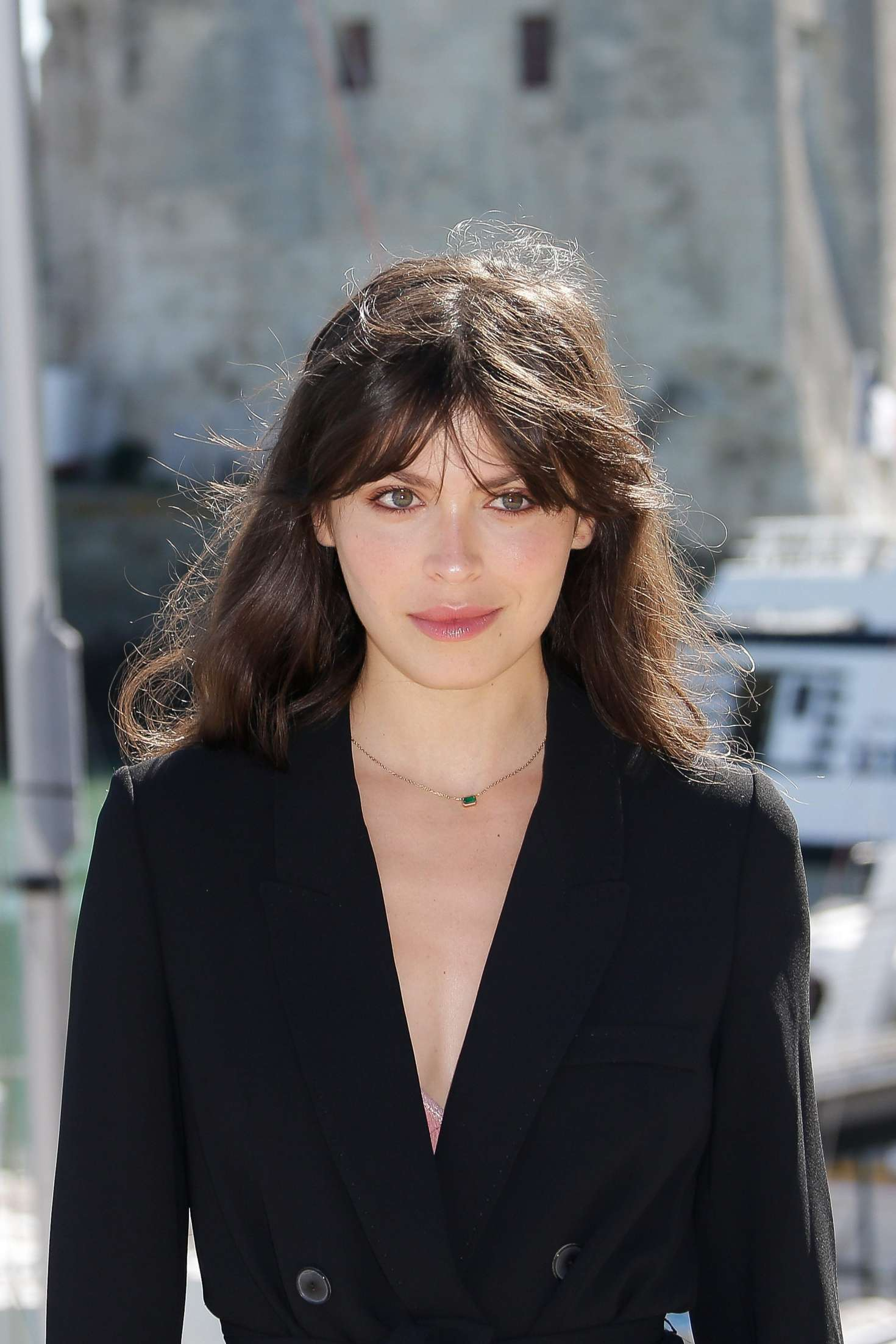
Leslie Medina.
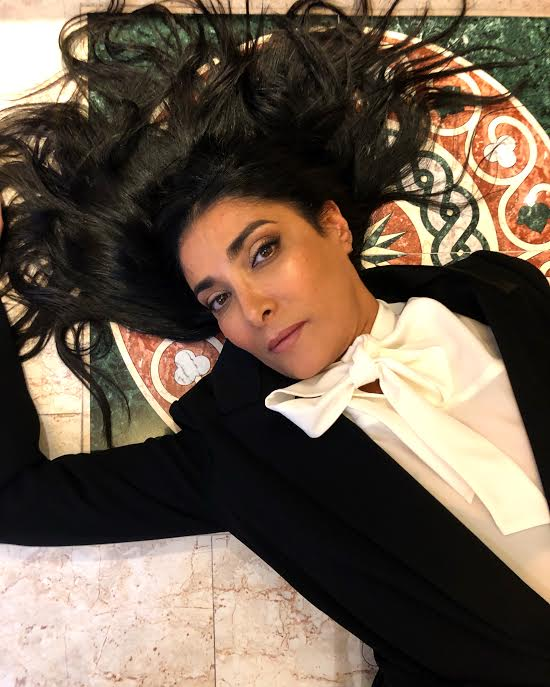
Fatima Adoum.
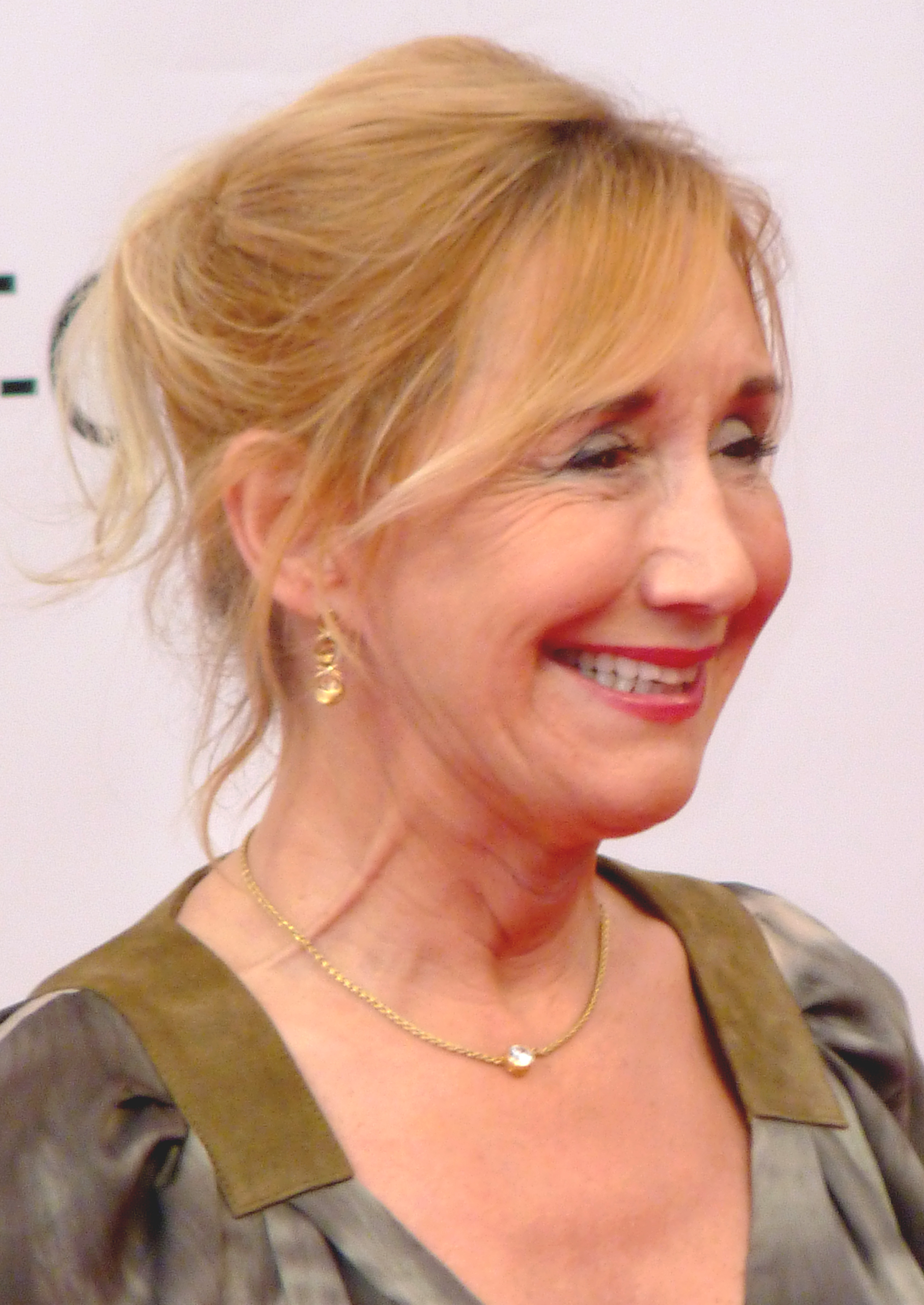
Marie-Anne Chazel.
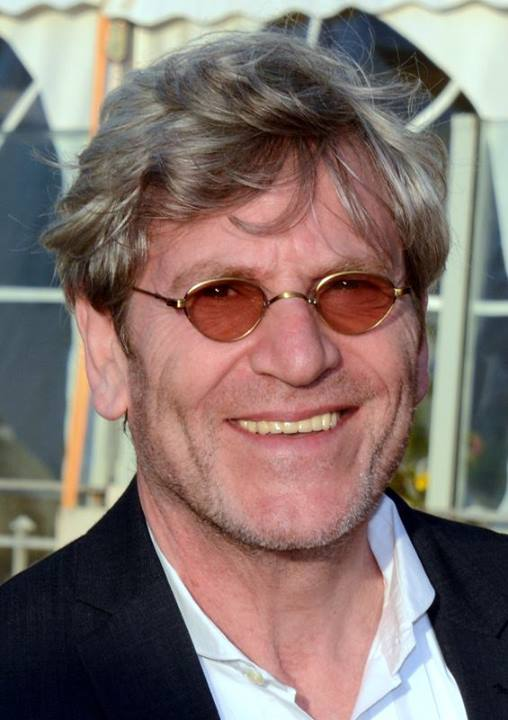
Tchéky Karyo.
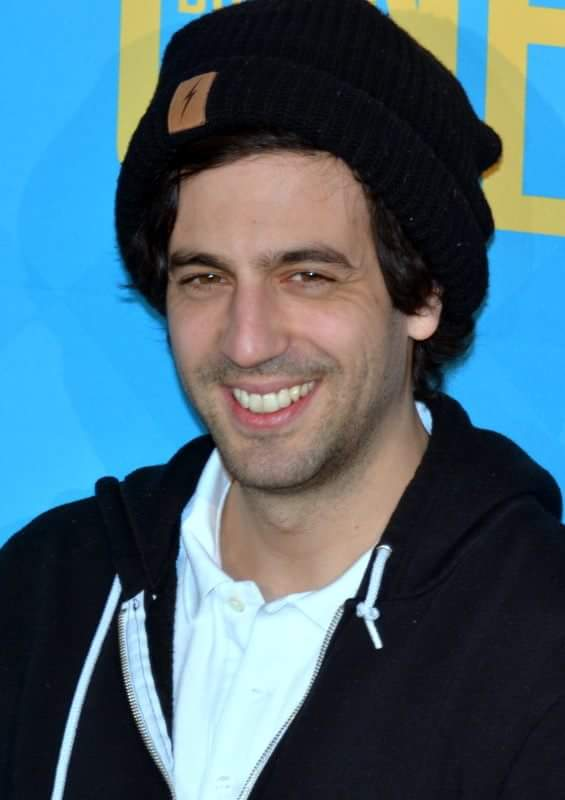
Max Boublil.
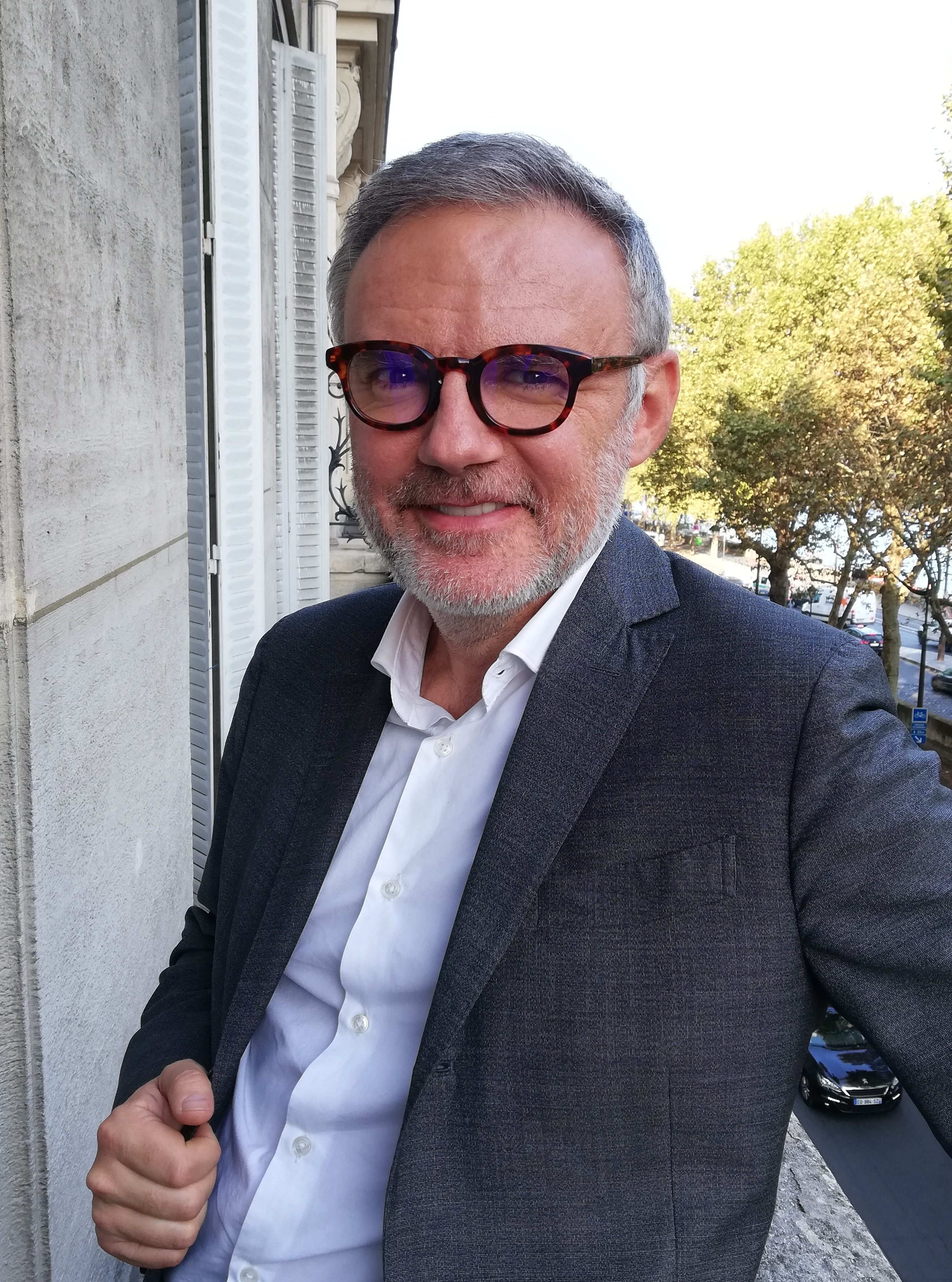
Éric Brunet.

## Production

### Genèse et développement
Le scénario est l'œuvre de Charly de Witte, Benjamin Dumont, Benjamin Euvrard, Ingrid Morley-Pegge et Gilles Paquet-Brenner avec la collaboration de Léa Coquin, sur une idée originale de Charly de Witte et Ingrid Morley-Pegge.

### Tournage
Le tournage de Noël à tous les étages se déroule du 22 février au 19 mars 2021 à Paris,,,.

## Accueil

### Audience
En Belgique, le téléfilm, diffusé en deux parties le 2 décembre 2021 sur la Une, est regardé par 149 194 téléspectateurs.
En France, diffusé en deux parties le 13 décembre 2021 sur TF1, il rassemble une moyenne de 3,59 millions de téléspectateurs.